# Bahnstrecke Freiland–Türnitz
| Dieseltriebwagen ÖBB 5046 im Bahnhof Türnitz (1991) |                      |                           |                           |
| Streckenlänge: | 9,242 km             |                           |                           |
| Spurweite: | 1435 mm (Normalspur) |                           |                           |
| Maximale Neigung: | 15 ‰                 |                           |                           |
| Minimaler Radius: | 143 m                |                           |                           |
| Streckengeschwindigkeit: | 55 km/h              |                           |                           |
| |                      |                           |                           |
| \| \| \| von Kernhof \| \| \| \| 0.0 \| Freiland \| 405,5 m ü. A. \| \| \| \| nach Traisen \| \| \| \| 2,970 \| Lehenrotte \| 422 m ü. A. \| \| \| 3,637 \| Prinztaltunnel (132 m) \| Prinztaltunnel (132 m) \| \| \| 3,905 \| Moosbachtunnel (32 m) \| Moosbachtunnel (32 m) \| \| \| 4,203 \| Moosbach \| 430 m ü. A. \| \| \| 6,093 \| Dickenau \| 438 m ü. A. \| \| \| 6,261 \| Dickenauer Tunnel (154 m) \| Dickenauer Tunnel (154 m) \| \| \| 9,242 \| Türnitz \| 457 m ü. A. \| |                      |                           |                           |
| Strecke |                      | von Kernhof               | von Kernhof               |
| Dienststation / Betriebs- oder Güterbahnhof | 0.0                  | Freiland                  | 405,5 m ü. A.             |
| Abzweig ehemals geradeaus und nach rechts |                      | nach Traisen              | nach Traisen              |
| Haltepunkt / Haltestelle (Strecke außer Betrieb) | 2,970                | Lehenrotte                | 422 m ü. A.               |
| Tunnel (Strecke außer Betrieb) | 3,637                | Prinztaltunnel (132 m)    | Prinztaltunnel (132 m)    |
| Tunnel (Strecke außer Betrieb) | 3,905                | Moosbachtunnel (32 m)     | Moosbachtunnel (32 m)     |
| Haltepunkt / Haltestelle (Strecke außer Betrieb) | 4,203                | Moosbach                  | 430 m ü. A.               |
| Haltepunkt / Haltestelle (Strecke außer Betrieb) | 6,093                | Dickenau                  | 438 m ü. A.               |
| Tunnel (Strecke außer Betrieb) | 6,261                | Dickenauer Tunnel (154 m) | Dickenauer Tunnel (154 m) |
| Kopfbahnhof Streckenende (Strecke außer Betrieb) | 9,242                | Türnitz                   | 457 m ü. A.               |

Die Bahnstrecke Freiland–Türnitz ist eine heute stillgelegte Nebenbahn in Niederösterreich. Die rund 9 km lange Stichbahn begann in Freiland (Abzweig von der Bahnstrecke Traisen – Kernhof) und folgte der Türnitzer Traisen flussaufwärts.

## Geschichte

Bahnhof Freiland mit einem aus Türnitz eingefahrenen Zug (1909)

Bereits 1896 hatten sich der Realitätenbesitzer Stephan Lukacs und der Bau-Unternehmer Th. Lininger in Wien um die Erlangung der definitiven Concession für eine normalspurige Localbahn von Schrambach nach Türnitz beworben. Erste Vorarbeiten für den Bahnbau wurden bereits im Herbst 1901 durchgeführt, die eigentliche Grundlage für den Bahnbau war die Konzessionsurkunde vom 6. November 1907, als Teil der Niederösterreichischen Landesbahnen unter der Annahme, dass die Strecke nach Mariazell verlängert werde. Am 24. Oktober 1908 wurde die Strecke eröffnet, mit der Betriebsführung wurden jedoch die kkStB auf Kosten der Eigentümer beauftragt. Dazu wurde die heute noch als Museumslokomotive vorhandene 102.04 der NÖLB als Naturalausgleich an die kkStB übergeben und erhielt von dieser die Betriebsnummer 199.07 (später ÖBB 91.107).

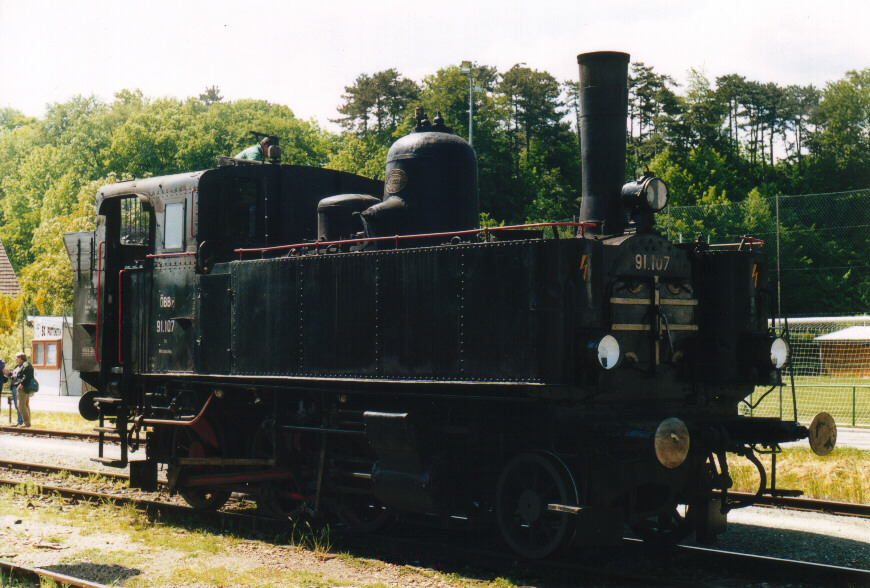
Dampflok 91.107 (ex NÖLB 102.04/kkStB 199.07)

Die angedachte Verlängerung zur Mariazellerbahn wurde aber nicht gebaut, und die Strecke nach dem Ende der NÖLB rückwirkend zum 1. Jänner 1921 der BBÖ übergeben, vom Bund mit 1. Jänner 1935 eingelöst.
Zu Beginn der 1960er-Jahre wurde die Strecke auf Dieseltraktion umgestellt, zuletzt kamen dazu Triebwagen der Reihe 5047 zum Einsatz. Am 3. Juni 2001 wurde sie eingestellt, auf der Trasse wurde ein Radweg angelegt.